# كاميرون برادفيلد
كاميرون برادفيلد (بالإنجليزية: Cameron Bradfield)‏ هو لاعب كرة قدم أمريكية أمريكي، ولد في 14 سبتمبر 1987 في غراند رابيدز في الولايات المتحدة.

## وصلات خارجية
- كاميرون برادفيلد على موقع مرجع كرة القدم المحترفة.كوم (الإنجليزية)